# 29-й истребительный авиационный полк
29-й истребительный авиационный ордена Ленина Краснознамённый полк (29-й иап) — воинская часть Военно-Воздушных сил (ВВС) Вооружённых Сил РККА, принимавшая участие в боевых действиях Великой Отечественной войны.

## Наименования полка
За весь период своего существования полк несколько раз менял своё наименование:
- 29-й истребительный авиационный Краснознамённый полк;
- 29-й истребительный авиационный ордена Ленина Краснознамённый полк;
- 1-й гвардейский истребительный авиационный ордена Ленина Краснознамённый полк;
- 1-й гвардейский истребительный авиационный Красногвардейский ордена Ленина Краснознамённый полк;
- 1-й гвардейский истребительный авиационный Красногвардейский орденов Ленина и Кутузова Краснознамённый полк;
- 1-й гвардейский авиационный Красногвардейский орденов Ленина и Кутузова Краснознамённый полк истребителей-бомбардировщиков;
- 1-й гвардейский авиационный Красногвардейский орденов Ленина и Кутузова Краснознамённый полк истребителей-бомбардировщиков имени Пятидесятилетия СССР;
- 1-й гвардейский инструкторский бомбардировочный авиационный Красногвардейский орденов Ленина и Кутузова Краснознамённый полк имени Пятидесятилетия СССР;
- 1-й гвардейский бомбардировочный авиационный Красногвардейский орденов Ленина и Кутузова Краснознамённый полк имени Пятидесятилетия СССР.

## Создание полка
В 1918 году была создана первая авиагруппа, которая отличилась в боях под Казанью. В 1919 г. авиагруппу преобразовали в 1-й авиадивизион истребителей, в 1920 году ВЦИК наградил авиадивизион истребителей Почетным революционным Красным знаменем. В 1922 году 1-й и 3-й авиадивизионы были объединены и на базе их создана 1-я эскадрилья истребителей. В её состав влился отряд, которым в 1914 г. командовал П. И. Нестеров. В 1925 г. эскадрилье было присвоено имя В. И. Ленина, а через два года ЦИК СССР наградил её орденом Красного Знамени.
В 1938 г. на базе 1-й Краснознаменной авиаэскадрильи Приказом ВВС ОКДВА № 00115 от 05.12.1938 г. был сформирован 29-й Краснознаменный истребительный авиаполк, который входил в состав 31-й смешанной авиационной дивизии. В июне 1941 г. полк, перебазировавшись с Дальнего Востока, вступил в боевые действия на Северо-Западном фронте.

## Преобразование полка
29-й истребительный авиационный ордена Ленина Краснознамённый полк 6 декабря 1941 года за образцовое выполнение боевых задач и проявленные при этом мужество и героизм в оборонительных сражениях под Москвой приказом НКО СССР № 347 от 06.12.1941 г. преобразован в 1-й гвардейский истребительный авиационный ордена Ленина Краснознамённый полк.

## В действующей армии
В составе действующей армии:

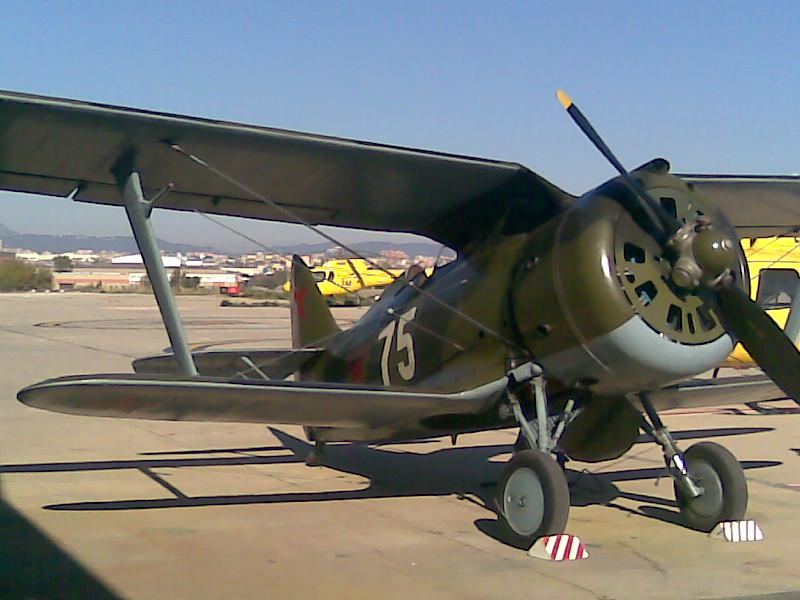
Самолёт 1-го гв. иап И-153

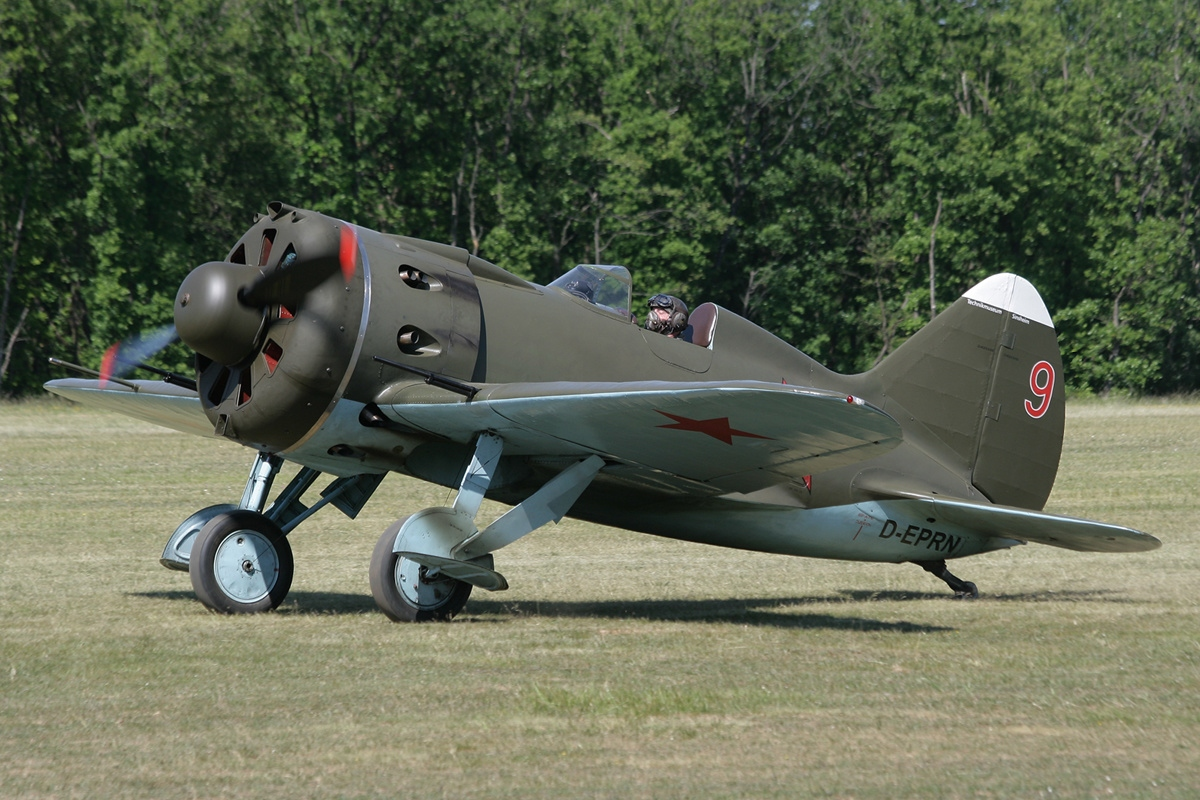
Самолёт 1-го гв. иап И-16

- с 12 июля 1941 года по 14 ноября 1941 года, всего — 136 дней.

## Командиры полка
- капитан, майор Виктор Михайлович Шалимов, с сентября 1938 года
- майор Савицкий, Евгений Яковлевич, (ВРИД) с февраля по сентябрь 1940 года[3]
- капитан Шамышейский Дмитрий Павлович с 04.02.1941(ИДКП приказ ДВФ №080), с 06.03.1941 года комполка приказ НКО №0604
- капитан Лешко Дмитрий Константинович, с 15.06.1941 года по 14.07.1941 года
- майор, подполковник Юдаков Алексей Павлович, с 16.07.1941 года по 17.07.1942 года
- майор Зотов Александр Иванович, (ВРИД) с 17.07.1942 года по 19.12.1942 года

## В составе соединений и объединений
| Период        | Фронт (округ)                        | соединение                         | примечание                                                                                      |
| ------------- | ------------------------------------ | ---------------------------------- | ----------------------------------------------------------------------------------------------- |
| 09.12.1941 г. | ВВС 2-й Особой Краснознамённой армии | 50-я авиационная бригада           |                                                                                                 |
| 12.07.1941 г. | ВВС Северо-Западного фронта          | 31-я смешанная авиационная дивизия |                                                                                                 |
| 09.1941 г.    | ВВС Северо-Западного фронта          | 31-я смешанная авиационная дивизия | одна эскадрилья на И-16 убыла в 127-й истребительный авиационный полк ВВС Ленинградского фронта |
| 01.10.1941 г. | ВВС Северо-Западного фронта          | 31-я смешанная авиационная дивизия |                                                                                                 |
| 14.11.1941 г. | Архангельский военный округ          | 27-й запасной авиационный полк     | Полк убыл в тыл на доукомплектование и переучивание                                             |
| 27.11.1941 г. | Архангельский военный округ          | 27-й запасной авиационный полк     | Одна эскадрилья (11 лётчиков) составила основу 731-го иап                                       |
| 06.12.1941 г. | Уральский военный округ              | 17-й запасной авиационный полк     | Полк переименован в гвардейский                                                                 |

## Участие в операциях и битвах
- Битва за Москву:
  - Калининская оборонительная операция — с 10 октября 1941 года по 9 ноября 1941 года.

Полк прикрывал с воздуха сосредоточение войск 29-й армии в районе Вышний Волочек — Бологое — Андреаполь — Селижарово.

## Первая победа полка
Первая известная воздушная победа полка в Отечественной войне одержана 18 июля 1941 года: младший лейтенант Юхимович И. Л., пилотируя И-16, в воздушном бою в районе южнее ст. Селижарово сбил немецкий бомбардировщик Ju-87.

## Награды
29-й истребительный авиационный Краснознамённый полк за образцовое выполнение боевых заданий командования на фронте борьбы с немецкими захватчиками и проявленные при этом доблесть и мужество Указом Президиума Верховного Совета СССР от 9 ноября 1941 года награждён орденом Ленина.

## Отличившиеся воины полка
- Дудин Николай Максимович, младший политрук, комиссар эскадрильи 29-го истребительного авиационного полка 31-й смешанной авиационной дивизии Военно-воздушных сил 29-й армии Западного Фронта Указом Президиума Верховного Совета СССР от 22 октября 1941 года удостоен звания Герой Советского Союза. Золотая Звезда № 548.
- Мигунов Василий Васильевич, лейтенант, лётчик 29-го истребительного авиационного полка 31-й смешанной авиационной дивизии Военно-воздушных сил 29-й армии Западного Фронта Указом Президиума Верховного Совета СССР от 22 октября 1941 года удостоен звания Герой Советского Союза. Золотая Звезда № 628.
- Муравицкий Лука Захарович, старший лейтенант, лётчик 29-го истребительного авиационного полка 31-й смешанной авиационной дивизии Военно-воздушных сил 29-й армии Западного Фронта Указом Президиума Верховного Совета СССР от 22 октября 1941 года удостоен звания Герой Советского Союза. Посмертно.
- Попов Александр Васильевич, младший лейтенант, старший лётчик 29-го истребительного авиационного полка 31-й смешанной авиационной дивизии Военно-воздушных сил 29-й армии Западного Фронта Указом Президиума Верховного Совета СССР от 22 октября 1941 года удостоен звания Герой Советского Союза. Посмертно.
- Хитрин Василий Алексеевич, старший лейтенант, командир звена 29-го истребительного авиационного полка 31-й смешанной авиационной дивизии Военно-воздушных сил 29-й армии Западного Фронта Указом Президиума Верховного Совета СССР от 22 октября 1941 года удостоен звания Герой Советского Союза. Посмертно.

## Статистика боевых действий
Всего за 1941 год полком:
| Выполнено боевых вылетов | Сбито самолётов в воздухе | Уничтожено самолётов всего |
| ------------------------ | ------------------------- | -------------------------- |
| 4139                     | 67                        | 67                         |

Свои потери:
| Потеряно самолётов, всего | Погибло лётчиков в воздушных боях |
| ------------------------- | --------------------------------- |
| 22 (20 И-16 и 2 И-153)    | 16                                |

## Самолёты на вооружении
| Период      | Самолёты    |
| ----------- | ----------- |
| 1938 — 1942 | И-153, И-16 |